# حسن یوسف‌زمانی
حسن یوسف‌زمانی (زادهٔ ۱۳۱۰ در سنندج – درگذشتهٔ ۱۳۸۸ در کانادا) آهنگساز، نوازنده و رهبر ارکستر اهل ایران بود. حسین یوسف‌زمانی برادر اوست.

## زندگی‌نامه
حسن یوسف‌زمانی تحصیلات ابتدایی را در سنندج گذراند و آموختن موسیقی را در سن ۱۵ سالگی در مدرسه موزیک نظام همین شهر آغاز کرد و شروع به نواختن سازهای کلارینت و ساکسوفون نمود.
یوسف زمانی در سال ۱۳۳۷ به همراه برادرش حسین به تهران رفت و در کنسرواتوار و هنرستان عالی موسیقی زیر نظر معلمانی چون غلامحسین قریب، هوشنگ استوار، حسین ناصحی و لوییجی پازاناری و فریدون فرزانه درسهای موسیقی را آموخت و دوره‌های عالی این هنر را به خوبی گذراند. دو ساز تخصصی یوسف‌زمانی کلارینت و ویلن آلتو بودند.

## فعالیت‌ها
در سال‌های میانی دهه چهل با تلاش و پیگیری برادران یوسف زمانی نخستین ارکستر موسیقی کردی راه‌اندازی شد که رهبری آن را حسن و سرپرستی‌اش را حسین بر عهده گرفتند. یوسف‌زمانی در سال ۱۳۷۰ به کانادا مهاجرت کرد و در سال ۱۳۷۱ در تورنتو سکونت گزید و با تشکیل گروهی به نام پژواک به توسعه و گسترش موسیقی علمی و سنتی ایران همت گماشت. او در آنجا یکصد آهنگ جدید نوشت که منتشر نشده‌اند.
یوسف‌زمانی در طول مدت فعالیتش ۱۱۰ آهنگ فارسی و ۹۰ آهنگ کردی برای خوانندگان ساخت. برخی از ساخته‌های وی توسط خوانندگانی چون مظهر خالقی، علاءالدین باباشهابی، نادر گلچین، حسن زیرک، محمدرضا شجریان، معین، عهدیه، سراج، شهرام ناظری، سیما بینا و شهره حقیری خوانده شده‌است. از کارهای مشترک وی با نادر گلچین می‌توان به تصانیف «دریا تو بگو» و «از پشت آتش» اشاره کرد. تصانیفی چون «دولت عشق»، «اشک مهتاب» و «مبتلا» از جمله معروفترین کارهای مشترک میان حسن یوسف‌زمانی و شجریان به‌شمار می‌روند. آلبوم نجوا با صدای شهرام ناظری و آلبوم «طریقت عشق» با صدای حسام‌الدین سراج نیز از جمله کارهای مشترک این هنرمندان است.

## درگذشت
حسن یوسف‌زمانی اواخر عمر به سرطان ریه دچار شد و در ۲۵ مرداد ۱۳۸۸ در کانادا درگذشت.

## تمبر یادبود
بهمن ۱۳۹۹، در آیینِ ششمین سال‌نوای موسیقی ایران، از تمبر اختصاصی یادبود حسن یوسف‌زمانی، توسط فریدون شهبازیان و مینا افتاده رونمایی شد.

## آثار

### آلبوم‌ها
| سال  | نام                        | آهنگساز                        | تنظیم‌کننده                     | خواننده        | ناشر                      |
| ---- | -------------------------- | ------------------------------ | ------------------------------ | -------------- | ------------------------- |
| ۱۳۵۶ | گلبانگ شجریان ۲ (دولت عشق) | حسن یوسف‌زمانی                  | حسن یوسف‌زمانی                  | محمدرضا شجریان | موسسه فرهنگی‌هنری ماهور    |
| ۱۳۶۳ | نجوا                       | حسن یوسف‌زمانی                  | حسن یوسف‌زمانی                  | شهرام ناظری    | موسسه فرهنگی‌هنری خانه هنر |
| ۱۳۷۳ | طریقت عشق                  | حسن یوسف‌زمانی، فریدون شهبازیان | حسن یوسف‌زمانی، فریدون شهبازیان | حسام‌الدین سراج | ایران‌گام                  |

### ترانه‌ها[۴]
| نام ترانه                     | خواننده                    | ترانه‌سرا          | آهنگساز          | تنظیم‌کننده      | توضیحات                                 |
| ----------------------------- | -------------------------- | ----------------- | ---------------- | --------------- | --------------------------------------- |
| دل‌شکسته (یه روز میام سراغت)   | سیما بینا                  | قدمعلی سرامی      | حسن یوسف‌زمانی    |                 |                                         |
| کولی باران                    | سیما بینا                  | قدمعلی سرامی      | حسن یوسف‌زمانی    | فرهاد فخرالدینی |                                         |
| دلم شکستی                     | سیما بینا                  | هما میرافشار      | حسن یوسف‌زمانی    | فریدون شهبازیان | گلچین هفته شماره ۵۸                     |
| کولی باران                    | محمدرضا سعیدی              | قدمعلی سرامی      | حسن یوسف‌زمانی    | سجاد سعیدی      | اجرا با گروه دلبانگ                     |
| بلبل شیدا                     | عبدالوهاب شهیدی، سیما بینا | بابا طاهر         | حسن یوسف‌زمانی    | جواد معروفی     | گل‌های تازه شماره ۶۴، گلچین هفته شماره ۹ |
| بخون که صبح قشنگه             | عهدیه                      |                   | حسن یوسف‌زمانی    |                 |                                         |
| دریا تو بگو                   | نادر گلچین                 | عبدالله الفت      | حسن یوسف‌زمانی    | سیروس شهردار    | گلچین هفته شماره ۹                      |
| کوچه باغ راز                  | نادر گلچین                 | قدمعلی سرامی      | حسن یوسف‌زمانی    | فرهاد فخرالدینی |                                         |
| دختر خورشید (سحرخیز)          | نادر گلچین                 | فریدون مشیری      | حسن یوسف‌زمانی    | فرهاد فخرالدینی |                                         |
| دو دریچه                      | نادر گلچین                 | مهدی اخوان ثالث   | حسین یوسف‌زمانی   | حسن یوسف‌زمانی   |                                         |
| او بود و من (از پشت آتش)      | نادر گلچین                 | نادر نادرپور      | حسن یوسف‌زمانی    |                 |                                         |
| سوگند                         | نادر گلچین                 | نصرت‌الله نوحیان   | عبدالرحیم ساربان | حسن یوسف‌زمانی   |                                         |
| طره زلف                       | سیمین غانم                 |                   | حسن یوسف‌زمانی    |                 |                                         |
| ز سیاهی شب ترانه به لب گذر کن | ناصر مسعودی                | قدمعلی سرامی      | حسن یوسف‌زمانی    |                 |                                         |
| اشک مهتاب                     | محمدرضا شجریان             | سیاوش کسرایی      | حسن یوسف‌زمانی    |                 | گلچین هفته شماره ۵۷                     |
| قفس زاد                       | حسن فداییان                | قدمعلی سرامی      | احمدعلی راغب     | حسن یوسف‌زمانی   |                                         |
| میخانه عشق                    | شهرام ناظری                | حافظ              | حسن یوسف‌زمانی    | حسن یوسف‌زمانی   |                                         |
| بهار                          |                            | محلی بختیاری      | حسن یوسف‌زمانی    | حسن یوسف‌زمانی   |                                         |
| می الست                       | بهرام گودرزی               | مهدی کلهر         | حسن یوسف‌زمانی    |                 |                                         |
| سراندازن                      | بهرام گودرزی               | مولوی             | حسن یوسف‌زمانی    |                 |                                         |
| جوهر اندیشه                   | بهرام گودرزی               | پیرایه یغمایی     | حسن یوسف‌زمانی    |                 |                                         |
| شورش بلبلان                   | بهرام گودرزی               | سعدی              | حسن یوسف‌زمانی    |                 |                                         |
| همسنگر                        | بهرام گودرزی               | قدمعلی سرامی      | حسن یوسف‌زمانی    | حسن یوسف‌زمانی   |                                         |
| ای روح خدا                    | بهرام گودرزی               | محمود آقاجانی     | سیامک رئوفی      | حسن یوسف‌زمانی   |                                         |
| دل آرام بهار                  | بهرام گودرزی               | قدمعلی سرامی      | حسن یوسف‌زمانی    |                 |                                         |
| عاشقانه                       | قاسم رفعتی                 | قدمعلی سرامی      | حسن یوسف‌زمانی    |                 |                                         |
| راز و نیاز                    | قاسم رفعتی                 | قدمعلی سرامی      | حسن یوسف‌زمانی    |                 |                                         |
| مهدی موعود می‌آید              | رشید وطن‌دوست               | حمید سبزواری      | حسن یوسف‌زمانی    |                 |                                         |
| حماسه فتح                     | رشید وطن‌دوست               | حمید سبزواری      | حسن یوسف‌زمانی    |                 |                                         |
| خودکفایی                      | رشید وطن‌دوست               | حمید سبزواری      | میترا توکلی      | حسن یوسف‌زمانی   |                                         |
| جوینده شوی با ما              | محمدعلی قدمی               | مولوی             | حسن یوسف‌زمانی    |                 |                                         |
| گل بهشت                       | محمدعلی قدمی               | سعدی              | حسن یوسف‌زمانی    |                 |                                         |
| مقام عشق                      | محمدعلی قدمی               | قدمعلی سرامی      | محمد عبدالصمدی   | حسن یوسف‌زمانی   |                                         |
| ای جانباز                     | محمد گلریز                 | حمید سبزواری      | حمید شاهنگیان    | حسن یوسف‌زمانی   |                                         |
| دست دهقان                     | محمد گلریز                 | حمید سبزواری      | حسن یوسف‌زمانی    | حسن یوسف‌زمانی   |                                         |
| امیدآفرینان بسیج              | محمد گلریز، گروه کُر        | حمید سبزواری      | مهیار فیروزبخت   | حسن یوسف‌زمانی   |                                         |
| حرم عشق                       | بهرام سارنگ                | سعدی              | حسن یوسف‌زمانی    |                 |                                         |
| تا باد چنین بادا              | بهرام سارنگ                | مولوی             | حسن یوسف‌زمانی    |                 |                                         |
| رهگذر                         | بهرام سارنگ                | حافظ              | حسن یوسف‌زمانی    |                 |                                         |
| گویل بهاره (بختیاری)          | اسفندیار رنجبری            | جمشید کریمی       | حسن یوسف‌زمانی    |                 |                                         |
| راز نهانی                     | حمیدرضا منفرد              | عطار              | حسن یوسف‌زمانی    |                 |                                         |
| شب رهروان                     | حمیدرضا منفرد              | سعدی              | حسن یوسف‌زمانی    |                 |                                         |
| جمعه                          | علیرضا شوریده              | قدمعلی سرامی      | حسن یوسف‌زمانی    | حسن یوسف‌زمانی   |                                         |
| امید توده‌ها                   | علیرضا شوریده              | محمدعلی شیرازی    | محمد عبدالصمدی   | حسن یوسف‌زمانی   |                                         |
| قبله شهادت                    | محمد مهدی سپهر، گروه کُر    | قدمعلی سرامی      | حسن یوسف‌زمانی    |                 |                                         |
| شقایق‌های بهمن                 | اسفندیار قره‌باغی، گروه كُر  | حسین ممتلی        | حسن یوسف‌زمانی    |                 |                                         |
| میلاد حماسه                   | مهرداد کاظمی               | حمید سبزواری      | حسن یوسف‌زمانی    |                 |                                         |
| خصم درون                      | جلال‌الدین محمدیان          | جلال‌الدین محمدیان | حسن یوسف‌زمانی    | حسن یوسف‌زمانی   |                                         |
| جنون القدا                    | جواد یادگاری               | محمدصادق ابراهیمی | جواد یادگاری     | حسن یوسف‌زمانی   |                                         |
| تو ای نور ایزدی نور ایمان ما  | جهانگیر زمانی              | مهرداد اوستا      | رضاقلی ملکی      | حسن یوسف‌زمانی   |                                         |
| ای کارگز (کُردی)               | رشید فیض‌نژاد               |                   | رشید فیض‌نژاد     | حسن یوسف‌زمانی   |                                         |
| خصم را بیرون کنید             | گروه کُر                    | قدمعلی سرامی      | حسن یوسف‌زمانی    |                 |                                         |
| وقت انتقام                    | گروه کُر                    | حمید سبزواری      | حسن یوسف‌زمانی    |                 |                                         |
| نوید قرآن                     | گروه کُر                    | محمود شاهرخی      | رضاقلی ملکی      | حسن یوسف‌زمانی   |                                         |
| رسالت بسیج                    | گروه کُر                    | حمید سبزواری      | محسن افتاده      | حسن یوسف‌زمانی   |                                         |
| در خلوت سحر                   | گروه کُر                    | حمید سبزواری      | حسن یوسف‌زمانی    | حسن یوسف‌زمانی   |                                         |
| افغانی رزمنده                 | گروه کُر                    | محمود آقاجانی     | حسن اعتمادی      | حسن یوسف‌زمانی   |                                         |
| بسیج سپاه محمد                | گروه کُر                    | حسین لاهوتی       | احمدعلی راغب     | حسن یوسف‌زمانی   |                                         |
| بهار شهیدان                   | گروه کُر                    | محمود شاهرخی      | نادر عرفانیان    | حسن یوسف‌زمانی   |                                         |
| یاد ژاله                      | گروه کُر                    | حمید سبزواری      | فریدون زرین‌بال   | حسن یوسف‌زمانی   |                                         |
| جهان خسته از ستم              | گروه کُر                    | حمید سبزواری      | حسن یوسف‌زمانی    | حسن یوسف‌زمانی   |                                         |
| برخیزید                       | گروه کُر                    | حمید سبزواری      | حمید شاهنگیان    | حسن یوسف‌زمانی   |                                         |
| پیمان با خدا                  | گروه کُر                    | منصور خاکسار      | حسن یوسف‌زمانی    |                 |                                         |
| هنگامه خرداد                  | گروه کُر                    | مشفق کاشانی       | رضاقلی ملکی      | حسن یوسف‌زمانی   |                                         |
| تلاش باغبان                   | گروه کُر                    | حمید سبزواری      | حسن یوسف‌زمانی    |                 |                                         |
| سرود کوه                      | گروه کُر                    | پیرایه یغمایی     | حسن یوسف‌زمانی    |                 |                                         |